# N-acetillaktozaminid a-2,3-sijaliltransferaza
N-acetillaktozaminid a-2,3-sijaliltransferaza (EC 2.4.99.6, sijaliltransferaza, citidin monofosfoacetilneuraminat-beta-galaktozil(1->4)acetilglukozaminid alfa2->3-sijaliltransferaza, alfa2->3 sijaliltransferaza, SiaT, CMP-N-acetilneuraminat:beta--galaktozil-1,4--acetil-D-glukozaminil-glikoprotein alfa-2,3-N-acetilneuraminiltransferaza) je enzim sa sistematskim imenom CMP-N-acetilneuraminat:beta--galaktozil-(1->4)--acetil--glukozaminil-glikoprotein alfa-(2->3)-N-acetilneuraminiltransferaza. Ovaj enzim katalizuje sledeću hemijsku reakciju
CMP--acetilneuraminat + beta-D-galaktozil-(1->4)--acetil--glukozaminil-glikoprotein {\displaystyle \rightleftharpoons } CMP + alfa-N-acetilneuraminil-(2->3)-beta-D-galaktozil-(1->4)--acetil--glukozaminil-glikoprotein
Ovaj enzim deluje na beta-D-galaktozil-1,4-N-acetil-D-glukozaminil terminus na glikoproteinima.

## Literatura
- Nicholas C. Price; Lewis Stevens (1999). Fundamentals of Enzymology: The Cell and Molecular Biology of Catalytic Proteins (Third изд.). USA: Oxford University Press. ISBN 019850229X.
- Eric J. Toone (2006). Advances in Enzymology and Related Areas of Molecular Biology, Protein Evolution (Volume 75 изд.). Wiley-Interscience. ISBN 0471205036.
- Branden C; Tooze J. Introduction to Protein Structure. New York, NY: Garland Publishing. ISBN 0-8153-2305-0.
- Irwin H. Segel. Enzyme Kinetics: Behavior and Analysis of Rapid Equilibrium and Steady-State Enzyme Systems (Book 44 изд.). Wiley Classics Library. ISBN 0471303097.

## Spoljašnje veze
- N-acetyllactosaminide+alpha-2,3-sialyltransferase на 